# Браум, Эдуарда
Эдуарда Браум (порт. Eduarda Braum; род. 25 апреля 2001, Афонсу-Клаудиу, Эспириту-Санту) — бразильская модель, избранная на конкурсе «Мисс супранешнл 2025».
Ранее Браум завоевала титулы «Мисс супранешнл Бразилия 2025» и «Мисс Бразилия 2021», попав в полуфинал Топ-10.

## Биография
Браум родилась 25 апреля 2001 года в Афонсу-Клаудиу, Эспириту-Санту, в семье фермеров.
Она получила диплом по португальскому/английскому языку и педагогике, где основала социальную инициативу «Протагонисты завтрашнего дня», проект, который помогает молодым людям. Благодаря этой программе королева красоты достигла студентов, выступая в государственных школах и общинах.

## Конкурс красоты
Браум начала свою карьеру в конкурсе красоты, завоевав титул «Мисс Вселенная Эшпириту-Санту 2021», после чего ее выбрали представлять Эшпириту-Санту на конкурсе «Мисс Бразилия 2021», попав в полуфинал Топ-10.
4 апреля 2025 года Браум представляла Бразилию на конкурсе «Мисс супранешнл Бразилия 2025» в Отель Сибара в Балнеариу-Камбориу, Санта-Катарина, где она завоевала титул, а ее преемницей стала Айседора Мурта.
27 июня 2025 года Браум представляла Бразилию на конкурсе «Мисс супранешнл 2025» и соревновалась с 66 другими претендентками в амфитеатре Парк Стржелецкого в Новы-Сонч, Польша, где она завоевала титул, а ее преемницей стала Харашта Хайфа Захра из Индонезия.